# Дискографія System of a Down
System of a Down — американський рок-гурт, який був створений музикантами вірменського походження: вокалістом Сержом Танкяном, гітаристом Дароном Малакяном, басистом Шавом Одадж'яном та барабанщиком Джоном Долмаяном у середині 1990-х років. Гурт випустив п'ять студійних альбомів, дев'ятнадцять синглів (включаючи промо-сингли) та тринадцять кліпів. До кінця 1997 року група підписала контракт з American Recordings, а згодом з Columbia Records. 1998 року вони випустили свій однойменний дебютний альбом, який зайняв 124 місце в Billboard 200 та 103 місце у UK Albums Chart. Два роки по тому альбом був сертифікований платиною Американською асоціацією компаній звукозапису (RIAA) та золотом у Канадській асоціації компаній звукозапису (CRIA). Сингл з дебютного альбому «Sugar» потрапив до топ-30 у Hot Mainstream Rock Tracks та Alternative Songs. Їх наступний альбом «Toxicity», який вийшов у 2001 році, очолив чарти в США та Канаді, а також потрапив до топ-10 у Австралії, Фінляндії та Новій Зеландії. Альбом був сертифікований потрійною платиною у США та в Австралії Австралійською асоціацією компаній звукозапису (ARIA), а також подвійною платиною в Канаді. Від альбому вийшло 3 сингли: «Toxicity», «Chop Suey!» та «Aerials». Сингл «Aerials» зміг досягнути перших місць в чартах Billboard Mainstream Rock Songs та Alternative Songs.
У 2002 році вийшов третій студійний альбом «Steal This Album!», який не зміг повторити успіх «Toxicity», і лише у США та Австралії увійшов до топ-20. Через три роки група випустила подвійний альбом. Перша частина під назвою «Mezmerize» вийшла на початку 2005 року. Альбом зміг досягти першого місця в дев'яти країнах і був сертифікований потрійною платиною в Канаді, платиною в США та Австралії. Перший сингл цього альбому «B.Y.O.B.» досяг 27-го місця в Billboard Hot 100 і 26-го місця в UK Singles Chart. Наступний сингл «Question!» увійшов до топ-40 у Великій Британії та Ірландії. Пізніше того ж року група випустила другу частину під назвою «Hypnotize». Як і його попередник, альбом досяг першого місця в чартах США, Канади, Фінляндії та Нової Зеландії. System of a Down перша група з часів The Beatles, яка випустила два альбоми, і, які зайняли перші місця в чартах США того ж року. «Hypnotize» був сертифікований платиновим в США та золотим в Австралії, Німеччині та Швейцарії. 2006 року група пішла на перерву, і відтоді всі члени групи почали роботу над власними проєктами. 29 листопада 2010 року було оголошено про повернення групи, і за словами барабанщика Джона Долмаяна, може з'явитися новий альбом.

## Студійні альбоми
| Альбом                                                                           | Подробиці                                                                   | Найвищі позиції в чартах | Найвищі позиції в чартах | Найвищі позиції в чартах | Найвищі позиції в чартах | Найвищі позиції в чартах | Найвищі позиції в чартах | Найвищі позиції в чартах | Найвищі позиції в чартах | Найвищі позиції в чартах | Найвищі позиції в чартах | Сертифікації |
| Альбом                                                                           | Подробиці                                                                   | США                      | АВС                      | КАН                      | ФІН                      | НІМ                      | ІРЛ                      | НІД                      | НЗ                       | ШВЙ                      | UK                       | Сертифікації |
| -------------------------------------------------------------------------------- | --------------------------------------------------------------------------- | ------------------------ | ------------------------ | ------------------------ | ------------------------ | ------------------------ | ------------------------ | ------------------------ | ------------------------ | ------------------------ | ------------------------ | --- |
| System of a Down                                                                 | - Реліз: 30 червня 1998 - Лейбл: American - Формат: CD, CS, DI, LP          | 124                      | 48                       | —                        | —                        | —                        | —                        | 68                       | —                        | —                        | 103                      | - RIAA: Платиновий - BPI: Золотий - MC: Золотий |
| Toxicity                                                                         | - Реліз: 4 вересня 2001 - Лейбл: American - Формат: CD, CS, LP, DI          | 1                        | 6                        | 1                        | 8                        | 23                       | 17                       | 17                       | 7                        | 31                       | 13                       | - RIAA: 3×Платиновий - ARIA: 3×Платиновий - BPI: 2×Платиновий - BVMI: Золотий - IFPI SWI: Золотий - MC: 2× Platinum - NVPI: Золотий - RMNZ: Платиновий                   |
| Steal This Album!                                                                | - Реліз: 26 листопада 2002 - Лейбл: American, Columbia - Формат: CD, LP, DI | 15                       | 11                       | 13                       | 25                       | 14                       | 47                       | 41                       | 26                       | 25                       | 56                       | - RIAA: Платиновий - ARIA: Золотий - BPI: Золотий - IFPI FIN: Золотий |
| Mezmerize                                                                        | - Реліз: 17 травня 2005 - Лейбл: American, Columbia - Формат: CD, LP, DI    | 1                        | 1                        | 1                        | 2                        | 1                        | 2                        | 5                        | 1                        | 1                        | 2                        | - RIAA: Платиновий - ARIA: Платиновий - BPI: Золотий - BVMI: Золотий - IFPI FIN: Платиновий - IFPI SWI: Золотий - IRMA: Платиновий - MC: 3×Платиновий - RMNZ: Платиновий |
| Hypnotize                                                                        | - Реліз: 22 листопада 2005 - Лейбл: American, Columbia - Формат: CD, LP, DI | 1                        | 3                        | 1                        | 1                        | 4                        | 10                       | 15                       | 1                        | 4                        | 11                       | - RIAA: Платиновий - ARIA: Золотий - BPI: Золотий - BVMI: Золотий - IFPI FIN: Платиновий - IFPI SWI: Золотий - IRMA: Платиновий - RMNZ: Платиновий                       |
| «—» означає, що запис не потрапив до чарту або не виходив на вказаній території. |                                                                             |                          |                          |                          |                          |                          |                          |                          |                          |                          |                          | |

### Демо альбоми
| Назва              | Подробиці                                                            |
| ------------------ | -------------------------------------------------------------------- |
| Untitled Demo Tape | - Реліз: 1995 - Лейбл: Без лейбу - Формат: CS                        |
| Demo Tape 1        | - Реліз: 1995 - Лейбл: System Management/System Inc. - Формат: CS    |
| Demo Tape 2        | - Реліз: 1996 - Лейбл: SYSTEMA - Формат: CS                          |
| Demo Tape 3        | - Реліз: 1996 (перевидання 1997) - Лейбл: Velvet Hammer - Формат: CS |
| Demo Tape 4        | - Реліз: 1997 - Лейбл: Universal - Формат: CS                        |

## Сингли
| Рік                                                                              | Назва               | Найвищі позиції в чартах | Найвищі позиції в чартах | Найвищі позиції в чартах | Найвищі позиції в чартах | Найвищі позиції в чартах | Найвищі позиції в чартах | Найвищі позиції в чартах | Найвищі позиції в чартах | Найвищі позиції в чартах | Найвищі позиції в чартах | Сертифікації                                      | Альбом            |
| Рік                                                                              | Назва               | США                      | США Alt.                 | США Main. Rock           | АВС                      | ФІН                      | НІМ                      | ІРЛ                      | НІД                      | ШВЙ                      | ВЕЛ                      | Сертифікації                                      | Альбом            |
| -------------------------------------------------------------------------------- | ------------------- | ------------------------ | ------------------------ | ------------------------ | ------------------------ | ------------------------ | ------------------------ | ------------------------ | ------------------------ | ------------------------ | ------------------------ | ------------------------------------------------- | ----------------- |
| 1998                                                                             | Sugar               | —                        | 31                       | 28                       | —                        | —                        | —                        | —                        | —                        | —                        | 136                      |                                                   | System of a Down  |
| 1999                                                                             | Spiders             | —                        | 38                       | 25                       | —                        | —                        | —                        | —                        | —                        | —                        | —                        |                                                   | System of a Down  |
| 2001                                                                             | Chop Suey!          | 76                       | 7                        | 12                       | 14                       | —                        | —                        | 46                       | 25                       | —                        | 17                       | - RIAA: Золотий - ARIA: Золотий - BPI: Платиновий | Toxicity          |
| 2002                                                                             | Toxicity            | 70                       | 3                        | 10                       | 39                       | —                        | 88                       | 47                       | 75                       | 90                       | 25                       | - BPI: Срібний                                    | Toxicity          |
| 2002                                                                             | Aerials             | 55                       | 1                        | 1                        | 36                       | —                        | 80                       | 35                       | —                        | —                        | 34                       |                                                   | Toxicity          |
| 2002                                                                             | Innervision         | —                        | 14                       | 12                       | —                        | —                        | —                        | —                        | —                        | —                        | —                        |                                                   | Steal This Album! |
| 2003                                                                             | Boom!               | —                        | —                        | —                        | —                        | —                        | —                        | —                        | —                        | —                        | —                        |                                                   | Steal This Album! |
| 2005                                                                             | B.Y.O.B.            | 27                       | 4                        | 4                        | 42                       | —                        | —                        | —                        | —                        | —                        | 26                       | - RIAA: Платиновий - BPI: Срібний                 | Mezmerize         |
| 2005                                                                             | Question!           | —                        | 9                        | 7                        | —                        | —                        | —                        | 47                       | —                        | —                        | 41                       |                                                   | Mezmerize         |
| 2005                                                                             | Hypnotize           | 57                       | 1                        | 5                        | —                        | 4                        | 83                       | 47                       | 31                       | —                        | 48                       | - RIAA: Золотий                                   | Hypnotize         |
| 2006                                                                             | Lonely Day          | —                        | 10                       | 10                       | 37                       | 16                       | 46                       | —                        | —                        | 72                       | —                        |                                                   | Hypnotize         |
| 2020                                                                             | Protect the Land    | —                        | —                        | 24                       | —                        | —                        | —                        | —                        | —                        | —                        | —                        |                                                   | Сингл без альбому |
| 2020                                                                             | Genocidal Humanoidz | —                        | —                        | —                        | —                        | —                        | —                        | —                        | —                        | —                        | —                        |                                                   | Сингл без альбому |
| «—» означає, що запис не потрапив до чарту або не виходив на вказаній території. |                     |                          |                          |                          |                          |                          |                          |                          |                          |                          |                          |                                                   |                   |

### Промо сингли
| 2001                                                                             | Prison Song / X       | —  | —  | Toxicity           |
| 2001                                                                             | Johnny                | —  | —  | Chop Suey! (сингл) |
| 2005                                                                             | Cigaro                | 29 | 34 | Mezmerize          |
| 2005                                                                             | Violent Pornography   | —  | —  | Mezmerize          |
| 2006                                                                             | Kill Rock 'N Roll     | —  | 38 | Hypnotize          |
| 2006                                                                             | Vicinity of Obscenity | —  | —  | Hypnotize          |
| «—» означає, що запис не потрапив до чарту або не виходив на вказаній території. |                       |    |    |                    |

## Музичні відео
| Рік  | Назва               | Режисер                          |
| ---- | ------------------- | -------------------------------- |
| 1998 | Sugar               | Натан Кокс                       |
| 1998 | War?                |                                  |
| 1999 | Spiders             | Чарлі До                         |
| 2001 | Chop Suey!          | Маркос Сієга                     |
| 2002 | Toxicity            | Шаво Одадж'ян та Маркос Сієга    |
| 2002 | Aerials             | Шаво Одадж'ян та Девід Слейд     |
| 2003 | Boom!               | Майкл Мур                        |
| 2005 | B.Y.O.B.            | Джейк Нава                       |
| 2005 | Question!           | Шаво Одадж'ян та Говард Грінхалг |
| 2005 | Hypnotize           | Шаво Одадж'ян                    |
| 2006 | Lonely Day          | Джош Мельник та Ксандер Чаріті   |
| 2020 | Protect the Land    | Шаво Одадж'ян та Ара Суддж'ян    |
| 2021 | Genocidal Humanoidz | Шаво Одадж'ян та Адам Мейсон     |